# Aristolochia pothieri
Aristolochia pothieri är en piprankeväxtart som beskrevs av Jean Baptiste Louis Pierre och Paul Lecomte. Aristolochia pothieri ingår i släktet piprankor, och familjen piprankeväxter. Inga underarter finns listade i Catalogue of Life.